# الغائل
الغائل مركز إداري تابع لمحافظة الفرشة الواقعة في منطقة عسير في جنوب غرب المملكة العربية السعودية.

## الموقع الجغرافي
أضفى الموقع الجغرافي لمركز الغايل 34 كيلو متراً غرب محافظة ظهران الجنوب أهمية على خارطة السياحية المحلية، كونها نقطة الوصل الرئيسة، التي تربط منطقة عسير من الجهة الجنوبية الغربية بمنطقة جازان، وتحوله إلى مشتى لأهالي محافظتي ظهران الجنوب والحرجة لاعتدال درجة الحرارة وجمال طبيعته الخلابة.

## أهميتها
مركز الغايل من أهم المراكز الإدارية بالمحافظة وأكبرها، وتعتبر تهامة قحطان سلة الغذاء لمحافظات ظهران الجنوب وسراة عبيدة والحرجة فمحاصيل الفواكه والخضروات بأنواعها أصبحت تصدر إلى جميع أسواق منطقة عسير، مرجعاً ذلك إلى توفر المقومات الطبيعية من الأراضي الخصبة والمياه و الأجواء المعتدلة المائلة للحرارة في فصل الصيف.

## وصلات خارجية
- أمانة منطقة عسير